# علامة يسار-إلى-يمين
علامة يسار-إلى-يمين (بالإنجليزية: Left-to-right mark، اختصارا: LRM)‏ هي علامة تستخدم في النصوص ثنائية الاتجاه بغرض تنسيق اتجاه النص من اليسار إلى اليمين.

## رموز العلامة
رمزها في يونيكود هو U+200E ويمكن تمثيلها في لغة ترميز النص الفائق (HTML) بالرموز: &lrm; أو &#x200E; أو &#8206;، وفي صيغة التحويل الموحد-8 (UTF-8) بالرمز E2 80 8E.

## مثال على الاستخدام
افترض أن كاتب كتب جملة باللغة العربية ويريد أن يكتب فيها كلمة C متبوعة بعلامة ++. لأن الجملة كاملة مكتوبة باللغة العربية التي تستخدم اتجاه يمين-إلى-يسار، سوف تظهر علامة ++ في بداية كلمة C، هكذا:
لغة C++ هي لغة برمجة تستخدم...
أما بوضع علامة اليسار-إلى-اليمين مباشرة بعد علامة ++ ستظهر الجملة بالشكل الصحيح، هكذا:
لغة C++‎ هي لغة برمجة تستخدم...
في بعض الأحيان نحتاج لإضافة العلامة في كلا من نهاية الكلمة وبدايتها.